# Федерално бюро за разследване
Федералното бюро за разследване (ФБР, на английски език Federal Bureau of Investigation, FBI) е федералена агенция за разследване и в някои случаи правоприлагащ държавен орган на САЩ, и работи в сътрудничество с другата контраразузнавателна специализирана агенция CIA, която е също смятана за основна разследваща агенция към Министерство на вътрешните работи и Министерството на правосъдието на САЩ, но в действителност и двете агенции имат относителна самостоятелност.

## Законодателство на САЩ
Глава 28 от Наказателния кодекс (U.S. Code), параграф 533, който ѝ легитимира пълни правомощия да разкрива престъпления срещу Съединените щати и други федерални закони, дават на ФБР правомощие и отговорност да разследват специфични престъпления. Понастоящем ФБР разследва нарушения в над 200 категории на т. нар. федерални престъпления. ФБР-листата за най-търсените личности се използва от 1949 г., за да съобщи на обществеността за издирвани престъпници.

## Задача
Задачата на ФБР е да поддържа реда и законността в САЩ чрез разследване на нарушенията на федералните закони; както и да защитава Съединените щати от нежелателни чужди влияния, както и от терористични групи, атаки или техни нежелателни действия; да осигури ръководство и помощ при спазването на законите на САЩ, на федерално, щатско ниво, като работи с местни и международни агенции; както и  изпълнява тези отговорности по начина, който отговаря на нуждите на американското общество, в съответствие с конституцията на САЩ.

## Ръководство и служители на ФБР
Персоналът на ФБР е квалифициран или специализиран, както и подбиран при внимателен подбор. Персоналът на бюрото е разделен основно в следните длъжности:
Организационна структура
Централно ръководство нс ФБР
Директорът на Федералното бюро за разследване (The Director of the Federal Bureau of Investigation) – Директорът на ФБР е политическо лице, назначавано от Президента на Съединените американски щати.Директорът на ФБР оглавява организацията като е подпомаган от висшето ръководство на ФБР, чиито титуляри избира лично. Най-висшестоящи сред тях са:
- Заместник-директорът на Федералното бюро за разследване (Deputy Director of the Federal Bureau of Investigation) – вторият в йерархията на ФБР. На него са подчинени оперативните служби на бюрото.
- Помощник-директор на Федералното бюро за разследване (Assistant Deputy Director of the Federal Bureau of Investigation) – третият в йерархията на ФБР. На него са подчинени логистичната поддръжка и обучението и подготовката на кадрите на бюрото, финансовият отдел, вътрешната инспекция и архивът. Заместник- и помощник-директорът са подпомагани в изпълнението на своите задължения от асистент помощник-директори на Федералното бюро за разследване (Deputy Assistant Director of the Federal Bureau of Investigation).

Това са ръководните и трите най-важни позиции на упраелението на ФБР. Освен оперативните и спомагателните служби, подчинени на заместник-директора и помощник-директора, има още ФБР служби и офиси, подчинени непосредствено на директора на ФБР. Те са натоварени с изготвянето на дългосрочните стратегии на ФБР за развитие на бюрото, както и със спомагателни функции като връзки с обществеността например. В организационните дела на бюрото директорът е подпомаган от:
- Началник-щаб и специален съветник на директора (Chief of Staff and Special Counsel to the Director) и
- Заместник началник-щаб (Deputy Chief of Staff)

На директора докладват и ръководни специални агенти (Special Agent in Charge) и помощник-ръководни специални агенти (Assistant Special Agent in Charge).
Клонове
Клоновете са централните специализирани служби, отговарящи за работата на бюрото по отделни ресори. Те са шест и всеки от тях се ръководи от изпълнителен помощник-директор (Executive Assistant Director) със свои заместници (Associate Executive Assistant Director).
На заместник-директора на Федералното бюро за разследване са подчинени:
- Разузнавателен клон (FBI Intelligence Branch) – Клонът отговаря за събирането и обмена на оперативна информация както между различните звена на федералното бюро, така и за комуникацията му с федералните, военните и местните служби за разузнаване, контраразузнаване и охрана на обществения ред.
- Клон за национална сигурност (FBI National Security Branch) – Клонът отговаря за контраразузнавателните и контратерористичните задачи на бюрото.
  - Контратерористичен отдел (FBI Counterterrorism Division)
  - Контраразузнавателен отдел (FBI Counterintelligence Division)
  - Директорат за наблюдение на оръжията за масово поразяване (FBI Weapons of Mass Destruction Directorate)
  - Център за наблюдение на терористичните организации (Terrorist Screening Center)
- Клон за криминални разследвания, борба с кибер-престъпността, сили за реакция и оперативни служби (FBI Criminal, Cyber, Response, and Services Branch) – Клонът отговаря за криминално-полицейските задачи на бюрото.
  - Отдел за криминални разследвания (FBI Criminal Investigative Division)
  - Отдел за разследване на кибер-престъпления (FBI Cyber Division)
  - Отдел за международни операции (FBI International Operations Division)
  - Група за реагиране при критични инциденти (FBI Critical Incident Response Group)
  - Офис за правоохранителна координация (FBI Office of Law Enforcement Coordination)
- Научно-технологичен клон (FBI Science and Technology Branch) – Клонът отговаря за техническата поддръжка на работата на бюрото, като криминалистичните лаборатории, сапьорните подразделения, отделите за специални средства за наблюдение.
  - Отдел на криминалните информационни служби (FBI Criminal Justice Information Services Division)
  - Лабораторен отдел (FBI Laboratory Division)
  - Отдел за оперативни технологии (FBI Operational Technology Division)
  - Офис за специални технологии и приложения (FBI Special Technologies and Applications Office)

На помощник-директора на Федералното бюро за разследване са подчинени:
- Клон за информация и технологии (FBI Information and Technology Branch) – Клонът отговаря за техническата поддръжка на информационните системи на бюрото, както и за разработката и внедряването на нови системи.
  - Отдел за обслужване на информационни технологии (FBI Information Technology Services Division)
  - Отдел за разработка на информационни технологии (FBI Information Technology Engineering Division)
  - Отдел за мениджмънт на информационните технологии (FBI Information Technology Management Division)
  - Офис на главния технически офицер (Office of the FBI Chief Knowledge Officer)
- Клон за човешки ресурси (FBI Human Resources Branch) – Клонът отговаря за набирането, обучението и обслужването на човешките ресурси на бюрото.
  - Отдел за човешки ресурси (FBI Human Resources Division)
  - Отдел за обучение (FBI Training Division)
    - Академия на ФБР (FBI Academy) – База на корпуса на морската пехота в Куонтико, Вирджиния

  - Отдел за сигурност (FBI Security Division)
    - Полиция на ФБР (FBI Police)

Териториални подразделения
Оперативната работа на Федералното бюро за разследване е децентрализирана в териториалните подразделения. Основните клонове могат да провеждат следствена работа, но правят това единствено при особено важни случаи и при тежки нарушения в работата по случаи от страна на низовите подразделения. Основната функция на централизираните клонове е да определят реда на работа и да съблюдават за качеството ѝ.
Полеви офиси
Федералното бюро за разследване е съставено от 56 териториални подразделения, наричани „полеви офиси“ („field offices“). Тъй като бюрото е федерална агенция, то не следва териториалното деление на Съединените американски щати. Освен това като федерална служба освен за територията на щатите, то има юрисдикция и над задморските територии и дипломатическите представителства на САЩ зад граница. Основни субекти на САЩ са петдесетте щата, но полевите офиси следват свое собствено разпределение. Това означава, че няма офис във всеки един щат. Възможно е един полеви офис да покрива изцяло или частично повече от един щат, по-големите щати да имат повече от един офис на своя територия, или както в случаите на Вашингтон, Федерален окръг Колумбия и Сан Хуан, Пуерто Рико, да се намират извън територията на щат. Всеки полеви офис разполага със свои собствени „териториални агенции“ („resident agencies“), които действат като съставна част на офиса-майка и не разполагат с оперативна автономия. Например полевият офис в Солт Лейк Сити, Юта има юрисдикция над работата на бюрото в щатите Юта, Айдахо, Монтана и федералния Природен парк Йелоустоун. Това е рядко населена, но общирна територия и по тази причина на негово подчинение са 19 териториални агенции. Друг пример е полевият офис в Хонолулу, Хавай, който освен за щата Хавай отговаря и за тихоокеанските територии на САЩ – Американска Самоа, Гуам и Северните Мариански острови. Затова в свое подчинение има териториални агенции в Кона и Уайлуку в Хавай, както и в Маите, Гуам и Сайпан, Северни мариански острови. По-големите и многобройни като население щати разполагат с повече от един полеви офис. Така територията на щата Ню Йорк е покрита от полеви офис в Бъфало, отговарящ за западната част на щата, полеви офис в щатската столица Олбани, отговарящ освен за източната част на щата и за щата Върмонт и поради голямата важност и населеност на град Ню Йорк отделен полеви офис, отговарящ за работата на бюрото на територията на града и в окръзите Дъчес, Ориндж, Пътнам, Рокланд, Съливан и Уестчестър на континента и Насау и Съфолк в Лонг Айлънд – прилежащи територии, обвързани тясно икономически, политически и транспортно с града.
Сред петдесет и шестте полеви офиса се открояват три с особено значение – това са офисите във Вашингтон (федералната столица на САЩ) и в Ню Йорк и Лос Анджелис – най-големите по население градове съответно на източното и западното крайбрежие, в които са разположени и множество дипломатически консулства, а в Ню Йорк – и централата на Организацията на обединените нации.
Поради особената си важност тези три офиса се оглавяват от служители на длъжност отговарящ помощник-директор (Assistant Director in Charge (ADIC), които са част от централния апарат на бюрото. Те са подпомагани от няколко служители на длъжност отговарящ специален агент (Special Agent in Charge (SAC), всеки със свой ресор. Останалите 53 полеви офиса са оглавявани от служители на длъжност отговарящ специален агент, подпомагани от служители на длъжност помощник-отговарящ специален агент (Assistant Special Agent-in-Charge (ASAC). Оперативните работници на бюрото извършват специфичната за него работа. Освен споменатите длъжности (отговарящ специален агент и помощник-отговарящ специален агент) в тази категория служители влизат и наблюдаващ специален агент (Supervisory Special Agent),
старши специален агент (Senior Special Agent), специален агент (Special Agent) и агент на изпитателен срок (Probationary Agent).
Освен поделенията на територията на САЩ, бюрото има и служители в качеството им на „правни аташета“ в над 50 посолства на Съединените щати, а в 15 посолства има и офиси на бюрото, натоварени с координирането на съвместната работа на американските служби на Департамента на правосъдието с полицейски служби в съответните страни.

## Сегашна задача на ФБР
От месец юни 2002 г. главният официален приоритет на ФБР е борбата с тероризма. Патриотичният акт гарантира на ФБР по-големи възможности, особено при подслушването и следенето на интернет активността. Едно от най-противоречивите условия на акта е така нареченото „дебни и надзъртай“, разрешаващо на ФБР-части да претърсват домове, докато обитателите ги няма за няколко седмици. С дадените от „Патриотичния акт“ правомощия, ФБР подновяват практиката на запитване до библиотечните картони на тези, които са заподозрени в тероризъм – нещо, което не е правено от 70-те години. ФБР поделя същата юристдикция като „DEA“ (отдела за борба с наркотиците) в сила от акта за контрола на частите от 1970.

## История на ФБР
Една година по-късно (на 1 юли 1933 г.) е допълнено бюрото на забраната, което става известно като „разделение за разследване“. Най-накрая, през 1935 г., бюрото се преименува на Федерално бюро за разследване (ФБР). След смъртта на Едгар Хувър ФБР налага политика на лимит за времето на служба на бъдещите директори – максимално до 10 години.
При Дж. Едгар Хувър, който става директор на бюрото на 10 май 1924 г., се отделя повече внимание на политически дейности, които не са свързани с престъпления (като например Алберт Айнщайн, разследван като социалист).
Научната лаборатория на ФБР за разкриване на престъпления (известна като „Криминална лаборатория на ФБР“) е официално открита на 24 ноември 1932 година.
През 1930-те години агенцията играе важна роля за арестуването на множество известни престъпници, извършители на отвличания, обири и убийства. Сред тях са били Джон Дилинджър, Нелсон „Бейбифейс“, Кейт „Ма“ Баркър и Джон „автоматичното оръжие“ Кели. Също така изиграва решителна роля в намаляването размаха и влиянието на „Ку Клукс Клан“. Чрез работата на Едвин Атертън ФБР постига успех в арестуването на цялата армия на мексиканските нео-революционери по калифорнийската граница през 20-те.
Започвайки през 1940-те и продължавайки през 1970-те, агенцията разследва случаи на шпионаж срещу Съединените щати и техните съюзници. Арестувани са 8 нацистки агенти, които са планирали саботиращи операции срещу американски цели.
Въпреки че Хувър първоначално премълчава съществуването на гъсто свързана организирана престъпна мрежа в САЩ, бюрото ръководи операции срещу известни банди и фамилии, включително ръководените от Джон Готи и Сам Джанкана.
Директори на Бюрото за разследване (BOI) (1908 – 35 г.)
- Стенли Финч (1908 – 12)
- А. Брус Биеласки (1912 – 19)
- Директор реагиране: Уилиам Е. Алън (1919)
- Уилиам Дж. Флин (1919 – 21)
- Уилиам Дж. Бърнс (1921 – 24)
- Дж. Едгар Хувър (1924 – 72)

Директори на Федералното бюро за разследвания (от 1936 г.)
През юли 1932 г., бюрото е преименувано на „Бюро за разследване на Съединените щати“. На 1 юли 1933 г. се обединява с Бюрото за прохибиционизъм (забрана на алкохол) и се нарича Отдел за разследване. През 1935 г. Бюрото се преименува на Федерално бюро за разследване (ФБР).
Директорите на ФБР от този период са:
- Дж. Едгар Хувър (1924 – 72)
- Директор реагиране: Клайд Толсън (май 2 – 3, 1972)
- Директор реагиране: Л. Патрик Грей (1972 – 3)
- Директор реагиране: Уилиам Д. Рукелсхаус (1973)
- Кларънс М. Кели (1973 – 78)
- Директор реагиране: Джеймс Б. Адъмс (1978)
- Уилиам Х. Уебстър (1978 – 87)
- Директор реагиране: Джон Ото (1987)
- Уилиам С. Сесион (1987 – 93)
- Директор реагиране: Флойд И. Кларк (1993)
- Луис Дж Фреш (1993 – 2001)
- Директор реагиране: Томас Дж. Пикард (2001)
- Робърт Мълър (2001 – 2013)

## Съвременни спорове
Бюрото търпи обществена критика и вътрешни противоречия в последното десетилетие, докато се опитва едновременно с технологичното си модернизиране да играе по-съществена роля в борбата с тероризма.
- През 2000 година бюрото започва тристепенен проект за ъпгрейдване на остарялата информационно технологична (ИТ) инфраструктура. Този проект, с първоначално предвиден срок от три години и цена около 380 милиона долара, завършва далеч след плана и над първоначалния бюджет. Усилията да се въведат модерни компютри и мрежово оборудване са като цяло успешни, но опитите да развие софтуер за разследване „SAIC“ са пълен провал. Създаването на „виртуални досиета за случаи“ „VCF“(Virtual Case File), както е познат софтуерът, също е неуспешно. През януари 2005 година, повече от две години след първоначално планирания срок на завършване, бюрото официално закрива проекта. Поне 100 милиона долара (по някои оценки дори много повече) са похарчени за този проект, който никога не е функционирал. Бюрото е принудено да използва старата поддържаща система, която се смята за ужасно неудовлетворителна в сравнение с очакванията на „ИТ“. През март 2005 г., бюрото обявява началото на нов, по-тщеславен софтуерен проект, под кодовото име „Сентинел“.
- През февруари 2001 г. Робърт Хансен е заловен да продава информация на руснаците. По-късно се разбира, че Хансен, който е достигнал до висок пост в бюрото, е продавал разузнавателна информация още от 1979 година. Признат е за виновен в предателство през 2002 г. и получава доживотна присъда, но инцидентът поставя много въпроси относно практиката за сигурност на работещите в бюрото.
- Комисията за атаките от 11 септември в своя финален доклад на 22 юли 2004 г. обявява, че ФБР и ЦРУ са частично виновни за слабостите си в разузнавателните доклади, които са можели да доведат до предотвратяването на атаките (документалният филм Loose Change обвинява комисията в некомпетентност). В „най-лютата“ си преценка докладът заключава, че нацията „не е била добре предпазена“ от нито една агенция и посочва известен брой препоръки за промени в бюрото. Докато бюрото се съгласява с повечето препоръки, включително и пропуски при новия кабинет за национална сигурност, някои бивши членове на комисията за атаките от 11 септември публично критикуват бюрото през октомври 2005 г., твърдейки, че не са извършени съществени промени.

## Публикации на ФБР
Интернет сайтове
- ФБР ... Минало, сегашно и бъдеще Архив на оригинала от 2010-12-25 в Wayback Machine.
- „Оправянето на ФБР: Историята на Гамал Абдел-Хафиз: бивш агент на ФБР в отдела за световен тероризъм“, От Марлена Телвик 16 октомври 2003.